# Општина Ада
Општина Ада је једна од општина у Републици Србији. Налази се у Војводини и спада у Севернобанатски округ. Општина је са десне стране Тисе, што је географски Бачка, а по политичкој подели спада у северни Банат. По подацима из 2004. општина заузима површину од 227 km² (од чега на пољопривредну површину отпада 20.132 ha, а на шумску 235 ha). Центар општине је град Ада. Општина Ада се састоји од 5 насеља. Према подацима са последњег пописа 2022. године у општини је живело 13.293 становника (према попису из 2011. било је 16.991 становник). У општини се налази 5 основних и 1 средња школа.

## Насељена места
Општину Ада чини 5 насеља:
- Ада
- Мол
- Оборњача
- Стеријино
- Утрине

## Историја
Општина Ада се налази на средишњем делу Источне Бачке, на десној обали реке Тисе. Осим градића Ада, општину чине насеља Мол, Стеријино, Утрине и Оборњача у којима живи око 18.000 становника, већином Мађара, Срба, Југословена и остале националности.
Археолошки налази сведоче да је ово подручје било настањено још у доба неолита. На овим просторима своје трагове оставили су Римљани, Хуни и Авари који су са собом повукли и словенска племена. Крајем 9. века у Панонској низији појављују се Мађари, а током 12. и 14. века читав низ насеља са претежно мађарским становништвом: мађ. Асоњфалва, мађ. Банфалва, Песер и др. Претечом Аде може се сматрати насеље Петрина, за које се сматра да је настало године 1694. и настањено је претежно Србима досељеним приликом се обе Арсенија Чарнојевића. Касније се назив мења на Острово (1702. г.) да би се на карти Тамишке бановине 1723. године појавио назив ADA-HATTA.
Током 19. века постигнут је велики напредак на привредном и друштвеном пољу.
Године 1836. Ада је проглашена за трговиште и добила право на амблем. Прва православна основна школа основана је 1703. године, а католичка 1760. године док је 1885. године основана пољопривредна школа, једна од првих на подручју тадашње Југославије. У другој половини прошлог века Ада има своју апотеку и неку врсту болнице, а у исто време почела је да ради пошта и телеграф. Железничка пруга изграђена је 1889. године, а 1908. године Ада добија електричну централу. Данас, поред развијене земљорадње која користи једно од највећих заливних система у земљи, метална индустрија, првенствено машиноградња Аде је широм света позната по својим производима.
У општини има погодних услова за одмор, спорт и рекреацију на спортским теренима рекреационих подручја, базенима, хиподрому и спортској хали. Смештај гостију обезбеђује се у хотелу „Парк“ у Ади, Ловачком дому у Молу, у мотелу „Салаш“ и у приватним кућама.

## Становништво
Сва насељена места имају већинско мађарско становништво.
| Састав становништва – општина Ада | Састав становништва – општина Ада | Састав становништва – општина Ада | Састав становништва – општина Ада |
| --------------------------------- | --------------------------------- | --------------------------------- | --------------------------------- |
|                                   | 2022.                             | 2011.                             | 2002.                             |
| Укупно                            | 13.293 (100,00%)                  | 16.991 (100,00%)                  | 18.994 (100,00%)                  |
| Мађари                            | 9.666 (72,71%)                    | 12.750 (75,04%)                   | 14.558 (76,64%)                   |
| Срби                              | 2.429 (17,30%)                    | 2.956 (17,40%)                    | 3.324 (17,50%)                    |
| Роми                              | 227 (1,70%)                       | 323 (1,90%)                       | 277 (1,46%)                       |
| Остали                            | 971 (6,17%)                       | 962 (5,66%)                       | 835 (4,39%)                       |